# Bristol Centaurus
O Bristol Centaurus foi o desenvolvimento final da Bristol Engine Company de uma série de motores para aeronaves, de 18 cilindros e com uma força de 3000 cavalos. Entrou de serviço durante a Segunda Guerra Mundial e foi um dos mais poderosos motores de avião a pistão alguma vez a ver serviço.
Actualmente, a Royal Navy Historic Flight opera um Hawker Sea Fury, que é alimentado por um Bristol Centaurus.